# Patu saladito
Espèce
Patu saladito est une espèce d'araignées aranéomorphes de la famille des Symphytognathidae.

## Distribution
Cette espèce est endémique du département de Valle del Cauca en Colombie,. Elle se rencontre vers Cali.

## Description
La femelle holotype mesure 0,67 mm.

## Étymologie
Son nom d'espèce lui a été donné en référence au lieu de sa découverte, El Saladito (es).

## Publication originale
- Forster & Platnick, 1977 : A review of the spider family Symphytognathidae (Arachnida, Araneae). American Museum novitates, no 2619, p. 1-29  (texte intégral).